# Миллер, Шерил
Шерил Д. Миллер (англ. Cheryl D. Miller; родилась 3 января 1964 в Риверсайде, штат Калифорния) — американская баскетболистка, тренер и спортивный комментатор. При росте 187 сантиметров она играла на позиции форварда за политехническую школу Риверсайда и университет Южной Калифорнии. В составе национальной сборной США она стала олимпийской чемпионкой в 1984 году и чемпионкой мира в 1986 году. Является членом Зала славы баскетбола с 1995 года, Зала славы женского баскетбола с 1999 года и Зала славы ФИБА с 2010 года. Её братья — звезда НБА Реджи Миллер и игрок Главной лиги бейсбола Даррелл Миллер.

## Биография
Шерил Миллер родилась и выросла в Риверсайде, штат Калифорния. В детстве она проводила много времени за игрой в баскетбол один на один с братом Реджи, причём Шерил постоянно оказывалась победителем. С 1978 по 1982 годы она училась в политехнической школе Риверсайда и была звездной школьной баскетбольной команды. За время её учёбы школьная команда одержала 132 победы при 4 поражениях. Сама Миллер в среднем за игру набирала 32,8 очка и делала 15 подборов, в одной из игр она установила рекорд, набрав 105 очков, в той же игре она сделала первый слэм-данк в истории женского баскетбола. Четыре года подряд журнал Parade включал её символическую сборную школьниц, чего ранее не удавалось ни одному баскетболисту независимо от пола. В 1981 году Миллер была удостоена приза компании Dial Corporation лучшей спортсменке года среди школьников, в 1981 и 1982 годах её награждали титулом лучшей баскетболистки среди школьников по версии издательства Street & Smith.
После окончания школы Миллер поступила в университет Южной Калифорнии. Выступая за университетскую команду, она набрала за четыре года 3018 очков и сделала 1534 подбора. На протяжении всех четырёх лет её включали в символическую сборную среди студенток, трижды, в 1984—1986 годах, она была удостоена приза Нейсмита лучшей баскетболистке среди студенток. Дважды, в 1983 и 1984 годах, Миллер помогала университетской команде выиграть студенческий чемпионат США, а сама она была оба раза признана самым ценным игроком финала четырёх NCAA, в 1985 году получила приз имени Маргарет Уэйд, в 1984—1985 спортивный канал ESPN присуждал её звание спортсменки года. Ассоциация тренеров женского баскетбола признала Шерил лучшим игроком 1980-х годов. В ноябре 2006 года университет Южной Калифорнии вывел из обращения её 31-й номер.
С 1983 по 1986 годы Шерил Миллер играла за женскую сборную США, в составе которой она стала олимпийской чемпионкой в 1984 году, чемпионкой мира в 1986 году и вице-чемпионкой мира в 1983 году, чемпионкой панамериканских игр в 1983 году и чемпионкой игр доброй воли в 1986 году.
Окончив университет в 1986 году, Миллер получила несколько предложений от профессиональных команд, в том числе из нескольких мужских лиг, однако она приняла решение завершить игровую карьеру из-за травмы колена. С 1986 по 1991 годы Миллер работала ассистентом тренера женской баскетбольной команды в своей альма-матер, а в 1993 году получила должность тренера. Под её руководством команда за два сезона одержала 44 победы при 14 поражениях, дважды играла в турнире NCAA и один раз дошла до регионального финала. В 1997 году Миллер стала тренером и генеральным менеджером клуба женской НБА «Финикс Меркури». Под её руководством команда выходила в финал ВНБА в 1998 году. В 2000 году Шерил покинула клуб и полностью сосредоточилась на работе телекомментатора.
На телевидении Миллер начала работать в 1987 году, став комментатором на ABC и ESPN, в 1988 году она вела трансляции с Олимпийских игр, проходивших в Калгари, а в 1991 году была репортёром на университетском турнире по американскому футболу. В ноябре 1996 года она стала первой женщиной, которую пригласили в качестве аналитика на телевизионную трансляцию матча НБА. В настоящее время она регулярно ведёт репортажи с матчей НБА для телесети TNT, а также работает на NBA TV в качестве аналитика.